# Pterosauromorpha
De Pterosauromorpha zijn een groep Sauropsida, behorend tot de Archosauromorpha, die leefden tijdens het Mesozoïcum.
In 1984 werd door Emil Kuhn-Schnyder en Hans Rieber een onderklasse Pterosauromorpha benoemd. Deze paleontologen vonden dat de Pterosauria en hun directe verwanten in morfologie zozeer afweken van andere reptielen dat ze een hoge taxonomische rang waard waren.
De eerste exacte definitie als klade, monofyletische afstammingsgroep, was in 1997 van de Amerikaanse paleontoloog Kevin Padian: de Pterosauria en alle ornithodirische archosauriërs die nauwer verwant zijn aan de Pterosauria dan aan de dinosauriërs. In 2005 gaf Paul Sereno een exactere definitie, gebaseerd op soorten: de groep bestaande uit Pterodactylus antiquus (Soemmerring 1812) en alle soorten nauwer verwant aan Pterodactylus dan aan de huismus Passer domesticus (Linnaeus 1758). Beide definities gaan ervan uit dat de Pterosauromorpha de zustergroep zijn van de Dinosauromorpha binnen de Ornithodira. Mocht dat niet zo zijn en de Pterosauria vallen buiten de Archosauria, dan heeft Padians definitie door de nadere bepaling 'archosauriërs' het voordeel dat zij zichzelf onwerkzaam maakt; volgens Sereno's definitie zouden dan grote groepen archosauromorfen onder de Pterosauromorpha kunnen vallen.
De bekende Pterosauromorpha bestaan voornamelijk uit (vliegende) pterosauriërs, die voorkwamen tussen het Norien, 217 miljoen jaar geleden, en het laatste Maastrichtien toen ze 65 miljoen jaar geleden uitstierven. Er zijn geen goed bekende basale, dus ten opzichte van de pterosauriërs eerder afgesplitste, pterosauromorfen waarvan we zeker weten dat ze werkelijk tot de groep behoorden. Een mogelijke kandidaat is Scleromochlus en verder zijn er nog de beschreven maar officieel onbenoemde 'Pteromimus' en 'Procoelosaurus'. In sommige analyses vallen de Lagerpetidae als pterosauromorfen uit, alsmede het geslacht Maehary.